# Seda Pura e Alfinetadas
Seda Pura e Alfinetadas é uma peça teatral brasileira, coescrita por Leilah Assumpção e Clodovil Hernandes. 
A peça foi descrita por seu diretor Odlavas Petti como "uma apoteose sobre a importância da desimportância".
Estreou no dia 25 de novembro de 1981, no Teatro Brigadeiro, em São Paulo. O elenco incluiu o costureiro Clodovil como o protagonista, além de Bruno Barroso, Hilton Have, Isadora de Faria, Lilia Cabral e Márcia Real. Clodovil também foi responsável pelo figurino.
Após um ano e quatro meses em cartaz em São Paulo, Seda Pura e Alfinetadas estreou em 4 de julho de 1984 no Teatro Ginástico, no Rio de Janeiro, com um elenco diferente, incluindo Jalusa Barcelos, Lady Francisco, Marcelo Altomar e Susie Hahn, permanecendo Clodovil e os atores Bruno Barroso e Hilton Have do elenco original.

## Enredo
Toda ação da peça se passa no ateliê de um costureiro famoso e muito afetado chamado Hernan (Clodovil), que se transforma em uma trama policial com o desaparecimento uma caneta comprada em Paris.